# Antony Thomas
Antony Thomas (Calcutá, 26 de julho de 1940) é um documentarista inglês de origem indiana que tem feito filmes para o Channel 4, a BBC e a HBO.

## Biografia
Thomas nasceu na Índia e se mudou para a África do Sul aos seis anos de idade. Em 1967 se mudou para a Inglaterra, onde escreveu, dirigiu e produziu mais de 40 filmes e documentários, incluindo Death of a Princess (1980).
Em 14 de junho de 2010, estreou Para Neda sobre a morte da ativista iraniana Neda Agha-Soltan. Thomas realizou o filme com a ajuda de Saeed Kamali Dehghan, que filmou em segredo no Irã.